# 2005년 반일 시위
2005년 반일 시위는 2005년 봄, 역사교과서 문제와  야스쿠니 신사 참배 등이 원인이 되어 한국, 중국 및 기타 아시아 국가들을 비롯한 아시아권에서 일어난 반일 시위이다. 중국에서의 규모가 가장 컸었다.

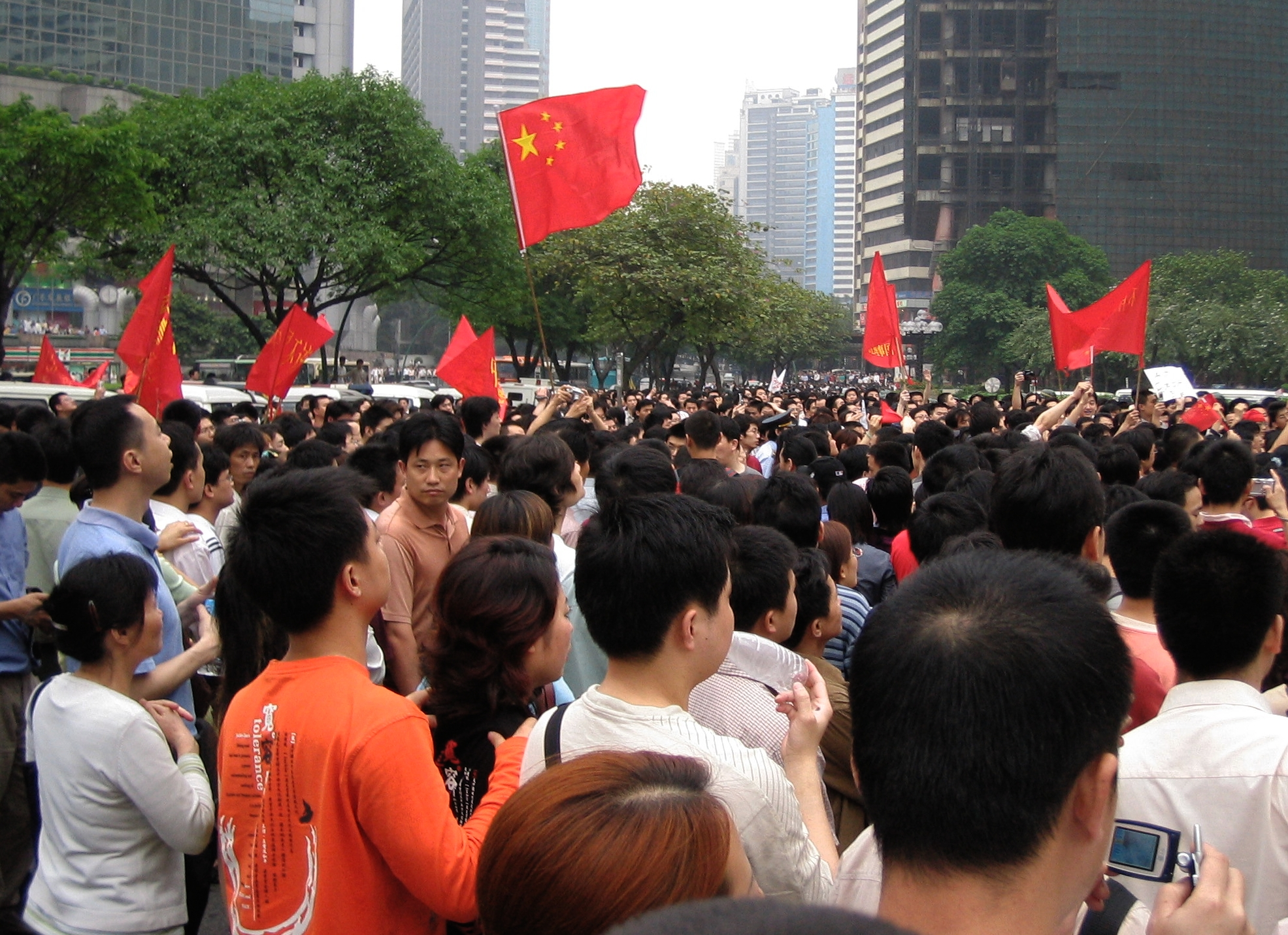
반일시위를 위해 모인 중국인들

## 같이 보기
- 2012년 중국의 반일 시위 - 2005년의 시위를 뛰어 넘은 사상최대 시위